# Hoplopyga spurca
Hoplopyga spurca är en skalbaggsart som beskrevs av Oliver Erichson Janson 1881. Hoplopyga spurca ingår i släktet Hoplopyga och familjen Cetoniidae. Inga underarter finns listade i Catalogue of Life.